# Centre fédéral d'éducation technologique du Minas Gerais
Le Centro Federal de Educação Tecnológica de Minas Gerais (en français: Centre Fédéral d'Éducation Technologique du Minas Gerais) est une université publique qui a des campus dans 10 villes de l'État brésilien de Minas Gerais. 

## Campi

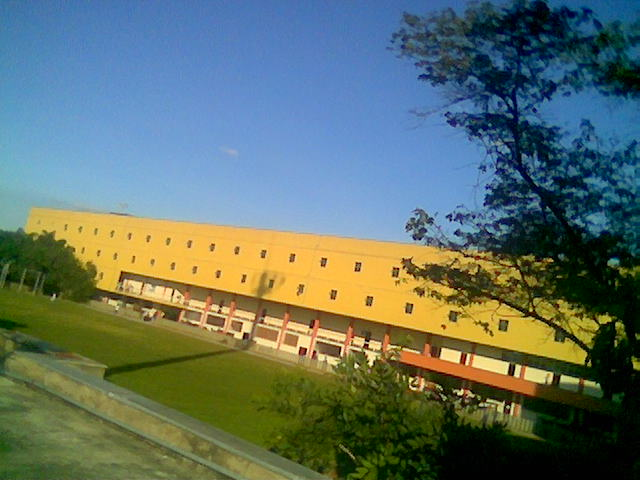
Campus I du CEFET-MG en Belo Horizonte.

Campus
- Campus I - Belo Horizonte
- Campus II - Belo Horizonte
- Campus III - Leopoldina
- Campus IV - Araxá
- Campus V - Divinópolis
- Campus VI - Belo Horizonte
- Campus VII - Timóteo
- Campus VIII - Varginha
- Campus IX - Nepomuceno
- Campus X - Curvelo
- Campus XI - Contagem[2]

Centros de Educação Tecnológica (CET)
- CET - Itabirito
- CET - Vespasiano
- FUNEC - Fundação de Ensino de Contagem